# Улица Алексы Тихого
Улица Алексы Тихого (укр. вулиця Олекси Тихого) — улица в Соломенском районе города Киева, местности Караваевы дачи, Шулявка, Грушки. Пролегает от Борщаговской улицы до улицы Николая Василенко.
Приобщаются улицы Академика Янгеля, Вадима Гетьмана, Деснянская, Гарматная, Грушецкая, Кузнечный и Чугуевский переулки. После пересечения с улицей Николая Василенко улица продолжается Попаснянским переулком.

## История
Начальный отрезок улицы Алексея Тихого (от Борщаговской до Гарматной улицы) возник в конце XIX века под названием 4-я Дачная линия.
Современное название — с 14 ноября 2019 года, в честь Алексея Тихого — украинского правозащитника, педагога и диссидента. С 1955 года улица носила название Выборгская , в честь города Выборга. В 2012 году название было уточнено в соответствии с нормами украинского правописания правописания — Виборзька.
14 ноября 2019 года депутаты Киевского городского совета переименовали улицу Выборгскую в честь Алексея Тихого. Общественные обсуждения о переименовании проходили с 15 мая по 15 июля 2018 года. В голосовании приняли участие 1037 человек. Большинство из них, 84 %  – поддержали идею переименования.  
Застройка улицы конца XIX — 1-й трети XX века почти вся ликвидирована в 1970-х годах.

## Учреждения и заведения
- Дошкольное учебное заведение № 654 (дом № 51/53)
- Средняя общеобразовательная школа № 229 (дом № 57)
- Общежития ОАО «Большевик» (дома № 18/20 и № 22)
- Общежития НТУУ «КПИ» (дома № 1 и № 3)
- Промышленная академия Минпромполитики Украины (дом № 91)
- Библиотека № 15 Соломенского района (дом № 34/36)
- Завод электромонтажных изделий АО «Эмко» (дом № 99)